# Barbara Cochran
Barbara Cochran (n. 4 ianuarie 1951, Claremont⁠(d), New Hampshire, SUA) este o schioare alpină americană, medaliată olimpică. A participat la o ediție a Jocurilor Olimpice (1972) în care a câștigat o medalie de aur.

## Participări
Lista de mai jos prezintă principalele competiții la care a participat Barbara Cochran de-a lungul carierei.
- alpine skiing at the 1972 Winter Olympics – women's slalom[*]